# Великообзирська сільська рада
Великообзирська сільська рада — колишня адміністративно-територіальна одиниця та орган місцевого самоврядування у Камінь-Каширському районі Волинської області з адміністративним центром у с. Великий Обзир.
Припинила існування 3 січня 2019 року в зв'язку з об'єднанням в Гуто-Боровенську сільську громаду Волинської області. Натомість утворено Великообзирський старостинський округ при Гуто-Боровенській сільській громаді.

## Населені пункти
Сільській раді підпорядковувались населені пункти:
- с. Великий Обзир
- с. Малий Обзир
- с. Стобихва

## Населення
Згідно з переписом УРСР 1989 року чисельність наявного населення сільської ради становила 985 осіб, з яких 473 чоловіки та 512 жінок.
За переписом населення України 2001 року в сільській раді мешкали 854 особи.

### Мова
Розподіл населення за рідною мовою за даними перепису 2001 року:
| Мова       | Відсоток |
| ---------- | -------- |
| українська | 99,54 %  |
| російська  | 0,35 %   |
| білоруська | 0,12 %   |

## Склад ради
Рада складалась з 12 депутатів та голови.

## Керівний склад сільської ради
| ПІБ                            | Основні відомості                                                             | Дата обрання | Дата звільнення |
| ------------------------------ | ----------------------------------------------------------------------------- | ------------ | --------------- |
| Токарчук Олександр Никонорович | Сільський голова, 1962 року народження, освіта, безпартійний                  | 26.03.2006   | 31.10.2010      |
| Смолярчук Василь Петрович      | Сільський голова, 1974 року народження, освіта вища, член партії Єдиний Центр | 31.10.2010   |                 |

Примітка: таблиця складена за даними джерела